# Saint Croix River (Mississippi River)
Der Saint Croix River oder St. Croix River ist ein linker Nebenfluss des Mississippi River. Er hat eine Länge von 264 km, davon bilden etwa 201 km die Grenze zwischen den Bundesstaaten Minnesota und Wisconsin.
Abschnitte des Saint Croix River stehen als National Wild and Scenic River unter dem Schutz des National Park Service.
An den Wasserfällen des Saint Croix River befindet sich ein Wasserkraftwerk.

## Lauf
Der Saint Croix River hat seinen Ursprung in der nordwestlichen Ecke von Wisconsin im Upper St. Croix Lake im Douglas County in der Nähe von Solon Springs, etwa 30 km südlich vom Oberen See. In diesem Abschnitt lautet sein Name in der Sprache der Ojibwe Manoominikeshinh-ziibi. Der Saint Croix River fließt südwärts nach Gordon und dann nach Südwesten. Im Norden des Burnett County mündet der Namekagon River, wodurch der Fluss deutlich breiter wird, weswegen die Ojibwe ab der Stelle den Fluss Gichi-ziibi („großer Fluss“) nennen.
Kurz vor der Einmündung des Upper Tamarack River erreicht er den Pine County und bildet ab hier bis zu seiner Mündung in den Mississippi River die Staatsgrenze zwischen Wisconsin und Minnesota. Der Fluss strebt nun stets nach Süden, an St. Croix Falls, Wisconsin und Stillwater, Minnesota vorbei. Er mündet bei Prescott, Wisconsin in den Mississippi River, etwa 30 Kilometer südöstlich von St. Paul, Minnesota.

## Geschichte
Das Flusstal und das es umgebende Gebiet war ursprünglich von den halbnomadischen Stamm der Ojibwe, Dakota und neun weiteren Indianerstämmen besiedelt. Diese lebten hauptsächlich von Wildreis, dem Fischfang und der Jagd. Zum Zeitpunkt des Eintreffens der ersten europäischen Siedler in dem Gebiet waren diese Stämme verfeindet und führten einen langen und blutigen Krieg miteinander. Deswegen wurde der Teil des Flusses unterhalb der Mündung des Trade River in der Ojibwe-Sprache Jiibayaatig-ziibi („Fluss des Grabmals“) genannt, was ins Französische als „Riviere Tombeaux“ übernommen wurde und schließlich unter dem heutigen Namen in die englische Sprache gelangt.
Die ersten Europäer erreichten das Gebiet im Jahre 1804, etwa zur selben Zeit wie die Expedition von Lewis und Clark. Dabei handelte es sich in erster Linie um Pelzhändler, die den Kontakt mit den Indianern suchten, um Biberfelle zu erwerben.
Im Jahre 1837 wurde mit dem Stamm der Ojibwe in Fort Snelling ein Vertrag unterzeichnet, der das Gebiet in dem Dreieck zwischen dem St. Croix River und dem Mississippi River bis hinauf zum 46. Breitengrad an die amerikanischen Bundesregierung abgetreten wurde. Dies öffnete die Region für die Holzfäller und der Fluss wurde als Transportweg für die gefällten Stämme wichtig. Der Höhepunkt wurde 1890 erreicht, als im Tal des Saint Croix River 1,1 Millionen Festmeter Holz geschlagen wurde. Die Holzindustrie existierte in dem Gebiet, bis im Jahre 1912 die letzten größeren Holzflöße den Fluss hinabgingen und das Ende der Weymouths-Kiefernwälder in der Region gekommen war.
In der Mühlenstadt Stillwater wurde im Jahre 1848 erstmals die Gründung des Staates Minnesota vorgeschlagen.
1886 ereignete sich im Saint Croix River in der Nähe von Taylors Falls und St. Croix Falls der bis dato größte Trift-Stau in der Geschichte des Nordwestens der USA.

## Städte am St. Croix River
| in Minnesota | in Wisconsin                                                                                      |
| --- | ------------------------------------------------------------------------------------------------- |
| - Afton - Bayport - Lake St. Croix Beach - Lakeland - Lakeland Shores - Marine on St. Croix - Oak Park Heights - St. Marys Point - Stillwater - Taylors Falls | - Danbury - Gordon - Hudson - North Hudson - Osceola - Prescott - St. Croix Falls - Solon Springs |

## Parks und öffentliches Land am St. Croix River
- Governor Knowles State Forest (Wisconsin)
- St. Croix State Forest (Minnesota)
- Saint Croix State Park (Minnesota)
- Wild River State Park (Minnesota)
- Interstate Park (Minnesota and Wisconsin)
- William O’Brien State Park (Minnesota)
- Afton State Park (Minnesota)
- St. Croix Boom Site (Minnesota)

## Nebenflüsse
Zu den von rechts einmündenden Nebenflüssen gehören:
- Eau Claire River
- Upper Tamarack River
- Lower Tamarack River
- Kettle River
- Snake River
- Sunrise River

Von links münden:
- Yellow River
- Clam River
- Wood River
- Trade River
- Apple River
- Willow River
- Kinnickinnic River